# Вязовка (Базарно-Карабулакский район)
Вязовка — село в Базарно-Карабулакском районе Саратовской области Российской Федерации, является административным центром Вязовского муниципального образования.

## История
Основано в 1722 году беглыми крестьянами.
По построенной уже в первые годы существования села церкви, этот населённый пункт называли Богородицким, другое старое название Краденый Ключ связано с существовавшим ранее на этом месте притоном разбойников. Закрепившееся затем современное название Вязовка обусловлено тем, что в тот период на месте села были топи, покрытые вязовым лесом.
Село стало пристанищем для крестьян из разных уголков России. Во второй половине XVIII века Вязовка быстро разрасталась. Сюда прибывали из Нижнего Ломова и центральной России, мордва с верховьев Волги, татары и получившие при Екатерине II право селиться в саратовских краях старообрядцы.
В 1840 году по распоряжению палаты государственных имуществ в Вязовке открылось окружное училище для крестьянских мальчиков с целью готовить работников в писари и на прочие мелкие административные должности в окружные правления и сельские расправы.
В 1845 году в селе открылось женское училище под руководством жён священников Софинского и Никольского. Казанская церковь, стоявшая на возвышенности в центре села, в 1856—1857 годах была перестроена. Очевидно, в рамках этой реконструкции был освящён новый придел во имя Николая Чудотворца.
Советская власть в Вязовке установилась в мае-июне 1918 года. Село стало центром одноимённого сельсовета, в 1919 году вязовские крестьяне организовали одну из первых в области сельскохозяйственных артелей. Церковь и единоверческая моленная были закрыты и разрушены. В 1935—1958 годах Вязовка была центром Куриловского района.
В боях, на фронтах Великой Отечественной войны, сложили головы 336 сельчан.

## Физико-географическая характеристика
Расположено на одноименной речке в 24 км от районного центра и в 85 км от города Саратова. Ближайшие железнодорожные станции находятся в Шировке и Горном (Куриловке), из районного центра в Вязовку ходит рейсовый автобус. С проходящей чуть восточнее региональной трассой Р228 село связано асфальтированной дорогой.
Климат
Климат в селе умеренно холодный. Наблюдается большое количество осадков, даже в самый засушливый месяц (согласно классификации климатов Кёппена — Dfa). Среднегодовая температура в Вязовке — 5,8 °C. Среднегодовая норма осадков — 536 мм. Наименьшее количество осадков выпадает в марте и составляет 32 мм. Наибольшее количество осадков выпадает в декабре, в среднем 56 мм.
| Показатель                    | Янв.  | Фев.  | Март | Апр. | Май  | Июнь | Июль | Авг. | Сен. | Окт. | Нояб. | Дек.  | Год  |
| ----------------------------- | ----- | ----- | ---- | ---- | ---- | ---- | ---- | ---- | ---- | ---- | ----- | ----- | ---- |
| Средний суточный максимум, °C | −7,3  | −6,7  | −0,7 | 12,6 | 21,6 | 25,9 | 27,8 | 26,1 | 19,3 | 9,9  | 0,8   | −4,3  | 10,4 |
| Средняя температура, °C       | −10,9 | −10,4 | −4,4 | 7,5  | 15,5 | 19,9 | 21,9 | 20,3 | 14,0 | 6,0  | −2    | −7,4  | 5,8  |
| Средний суточный минимум, °C  | −14,4 | −14,1 | −8,1 | 2,5  | 9,4  | 14,0 | 16,1 | 14,5 | 8,8  | 2,1  | −4,7  | −10,4 | 1,3  |
| Норма осадков, мм             | 49    | 34    | 32   | 34   | 37   | 52   | 52   | 48   | 46   | 42   | 54    | 56    | 536  |
| Источник:                     |       |       |      |      |      |      |      |      |      |      |       |       |      |

Село Вязовка, как и вся Саратовская область, находится в часовой зоне МСК+1. Смещение применяемого времени относительно UTC составляет +4:00.

## Население
| 1939 | 2002  | 2010  | 2012 | 2013 | 2014 | 2015 |
| ---- | ----- | ----- | ---- | ---- | ---- | ---- |
| 3626 | ↘1388 | ↘1029 | ↘961 | ↘908 | ↘870 | ↘852 |
| 2016 | 2017  | 2018  |      |      |      |      |
| ↘812 | ↘784  | ↘753  |      |      |      |      |

## Инфраструктура
Действуют детский сад и средняя общеобразовательная школа,  отделение связи, дом культуры, библиотека, четыре водонапорные башни, фельдшерско-акушерский пункт, психоневрологический интернат. Работают три предприятия розничной торговли. 
Село полностью газифицировано, 528 домовладений пользуются природным газом. В населённом пункте зарегистрировано 256 абонентов стационарной телефонной связи. 
Сельскохозяйственная артель «Вязовская» занимается выпечкой хлебобулочных изделий, а также обрабатывает земельные угодья на площади 19574 гектара. Пользуются двумя водоёмами (рыбонагульные пруды).

## Достопримечательности
- 9 февраля 2006 года в приспособленном доме был освящён новый храм в честь иконы Божией Матери «Казанская»[17].
- Два каменных школьных здания рубежа XIX и XX веков, сохранившиеся до настоящего времени.
- Памятник погибшим в годы Великой Отечественной войны односельчанам.

## Известные люди
- Блинов, Павел Фёдорович — военный лётчик, командир звена 141-го гвардейского штурмового авиационного полка, старший лейтенант. Герой Советского Союза;
- Глозман, Семён Моисеевич — генеральный директор ООО «Лукойл-Нижневолжскнефтепродукт», депутат Саратовской областной думы.
- Капров, Илья Васильевич (1898—1967) — комбриг, комдив Великой Отечественной войны, начальник Ташкентского пехотного училища (1944—1945).

## Уличная сеть
В селе несколько улиц:
- Первомайский переулок
- Вольская улица
- Комсомольская улица
- Кооперативная улица
- Лесная улица
- Октябрьская улица
- Первомайская улица
- Пролетарская улица
- Садовая улица
- Советская улица
- Трудовая улица.